# لنینیس
لنینیس (به انگلیسی: Llanynys) یک منطقهٔ مسکونی در بریتانیا است که در دنبیشر واقع شده‌است. لنینیس ۷۶۲ نفر جمعیت دارد.